# Because I Got High
Because I Got High (deutsch: Weil ich berauscht wurde) ist ein Lied des US-amerikanischen Rappers Afroman. Es erschien am 20. Juli 2000 erstmals auf dem gleichnamigen Album und ein Jahr später am 30. Juli 2001 in gekürzter Fassung als ausgekoppelte Single. In dieser Version, die auch auf dem anschließend veröffentlichten Album The Good Times enthalten ist, avancierte es innerhalb kürzester Zeit zu einem weltweiten Nummer-eins-Hit, blieb aber der einzige große kommerzielle Erfolg des Künstlers, der als One-Hit-Wonder gilt. Das Lied wird bis heute zu den bekanntesten von der Verwendung von Cannabis als Rauschmittel (umgangssprachlich „Kiffen“) handelnden Songs gezählt.

## Hintergrund

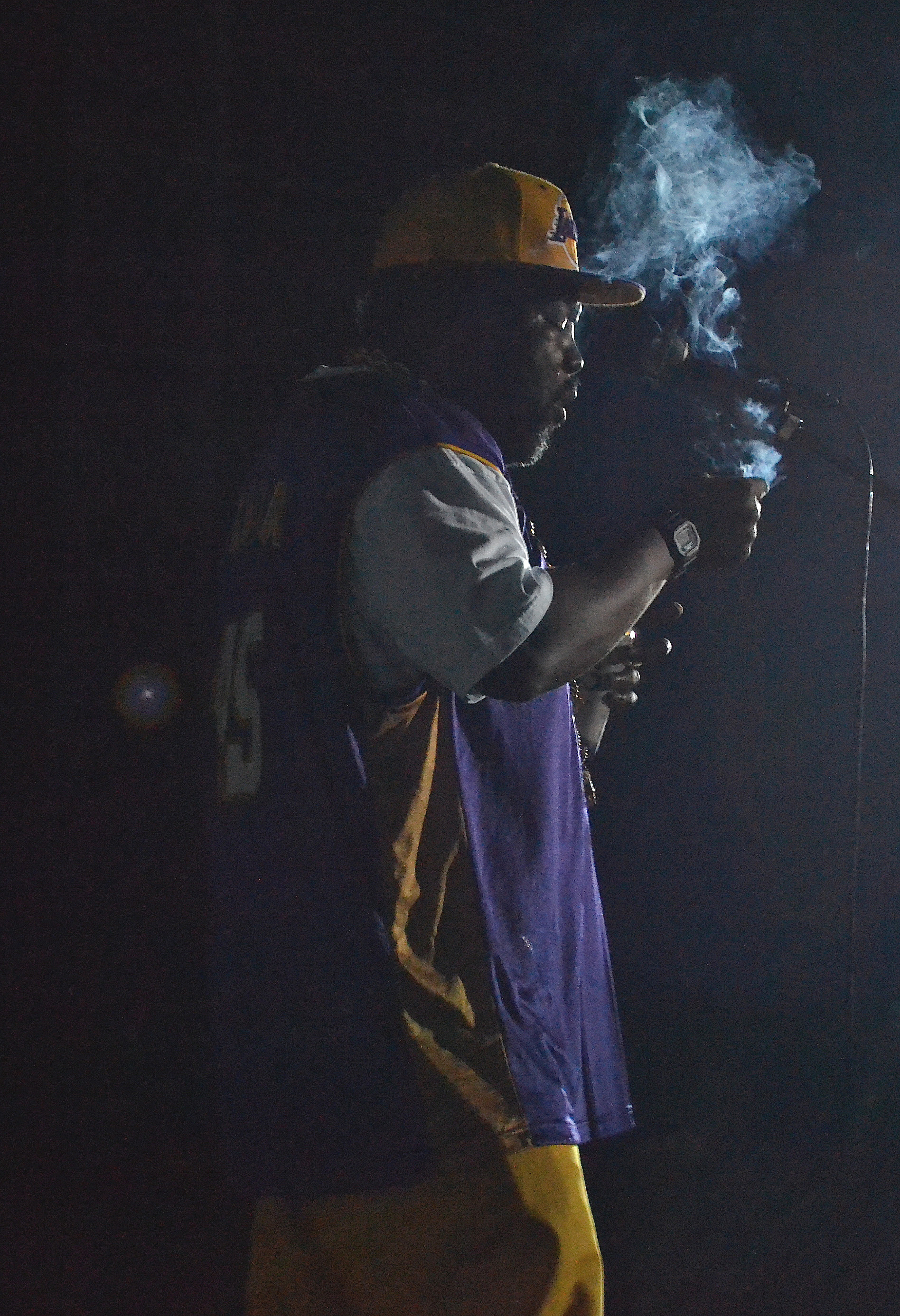
Afroman beim Rauchen eines Joints während eines Konzerts (2011)

### Entstehung
Afroman, der bis zum Zeitpunkt der Veröffentlichung von Because I Got High vornehmlich unter seinem bürgerlichen Namen Joseph Foreman firmierte, begann mit den Schreibarbeiten an dem Titel während eines Cannabisrauschs, als ihm im Beisein eines Freundes der Satz „I was gonna clean my room until I got high“ (deutsch: „Ich wollte mein Zimmer aufräumen, bis ich high wurde“) einfiel. Diesen wählte er anschließend als Einstieg in die erste Strophe. Den restlichen Teil des Textes stellte er eigenen Angaben zufolge innerhalb von zwei weiteren Minuten fertig. In einem Interview gab Afroman später außerdem an, auch während der Aufnahmearbeiten zumeist in berauschtem Zustand gewesen zu sein. Die Originalfassung wurde in Zusammenarbeit mit Tim „Headfridge“ Ramenofsky produziert. Dieser war Inhaber des Labels T-Bone-Records, über das in der Anfangsphase von Afromans Musikkarriere auch ein Großteil seiner Alben vertrieben wurde.
Inspiration fand Afroman eigenen Angaben zufolge insbesondere in Bobby McFerrins Lied Don’t Worry, Be Happy aus dem Jahr 1988.

“I wanted to write me like a simple, catchy song. You can have a complicated song go to number one like Bohemian Rhapsody, but then again you can have a low-budget, goofy song like Don’t Worry Be Happy. [S]o I kinda wanted to do my hip-hop version of Don’t Worry By Happy.”

„Ich wollte einen einfachen und eingängigen Song schreiben. Man kann mit einem vielschichtigen Lied wie Bohemian Rhapsody Platz 1 der Charts erreichen, aber es geht halt auch mit einem albernen und billig produzierten Titel wie Don’t Worry Be Happy. Daher wollte ich meine eigene Hip-Hop-Version von Don’t Worry Be Happy erschaffen.“

### Inhalt
Inhaltlich beleuchtet das Lied auf ironische und humoristische Weise den typischen Alltag eines Cannabisabhängigen. Bei den Formulierungen „Because I got high“, „But then i got high“, „Before i got high“ und deren Abwandlungen handelt es sich um wiederkehrende Motive; einen Refrain hingegen gibt es nicht. Der Künstler beschreibt aus einer Ich-Erzählsituation heraus, inwiefern der Rauschgiftkonsum mal mehr und mal weniger schwerwiegende Auswirkungen auf sein privates und öffentliches Leben hat. Während er anfangs nur das Aufräumen seiner Wohnung vergisst (“My room is still messed up and I know why”) oder den Unterricht verpasst (“I was gonna go to class”), verliert er im weiteren Verlauf des Liedes sowohl Kinder und Frau (“I lost my kids and wife”) als auch Wohnung (“Now I’m sleeping on the sidewalk”). Gegen Ende des Liedes spricht der Protagonist sogar davon, dass er nicht mehr in der Lage ist, die Aufnahme zu beenden (“I’m gonna stop singing this song”), da er in seinem berauschten Zustand alles falsch singt (“I’m singing this whole thing wrong”), und zeigt damit, dass es sich bei dem lyrischen Ich um den Interpreten selbst handelt. Unterstrichen wird der Rapgesang von stimmlichen Ausschmückungen wie vereinzelten Hintergrundlachern, Kommentaren (“No, you wasn’t”) oder Rückfragen (“Why, man?”).

## Veröffentlichung

### Erstveröffentlichung
Das Lied wurde zu einem großen kommerziellen Erfolg für den Künstler. Nachdem es sich als Albumtrack zunächst nur bei Konzertverkäufen nach Liveauftritten und in der Online-Musikbörse Napster großer Popularität erfreute, wurde wenig später auch der US-amerikanische Radio-DJ Howard Stern auf den bis dato vorwiegend im Untergrund aktiven Künstler aufmerksam und spielte Because I Got High des Öfteren in der Sendung The Howard Stern Show, was für Foreman unter anderem zu einem Vertrag bei Universal Music und infolge der hohen Verkaufszahlen zu einer Grammy-Nominierung für die beste Rap-Solodarbietung führte. Des Weiteren wurde das Lied in Kevin Smiths Stoner-Movie Jay und Silent Bob schlagen zurück aus dem Jahr 2001 verwendet. Das offizielle Musikvideo zeigt neben Afroman auch die beiden Protagonisten des Films Jay und Silent Bob. Regie führte auch hier Kevin Smith. Der Fernsehsender MTV weigerte sich aufgrund des Inhalts zunächst, das Video auszustrahlen, nahm es später in einer leicht überarbeiteten Version aber schließlich doch in sein Programm auf.
Neben dem weithin bekannten Radio Edit von Because I Got High (auch als „Afrolicious Edit“ bezeichnet) und einem Remix enthält die am 30. Juli 2001 erschienene Single-CD noch die beiden Titel Let’s All Get Drunk und Back on the Bus. Die ungekürzte, knapp zwei Minuten längere Albumversion (später auch „Extended Version“) war auf dem gleichnamigen Album bereits ein Jahr zuvor – seit dem 20. Juli 2000 – erhältlich. Am 8. November 2001 veröffentlichte Afroman schließlich sein erstes Studioalbum The Good Times über den neuen Vertragspartner Universal, auf dem die Single in beiden Ausführungen enthalten ist.

### Weitere Versionen

#### Remake (2009)
Auf Afromans Album Frobama: Head of State ist eine Neufassung mit verändertem Text und Rhythmus enthalten, die nahezu keine Aufmerksamkeit generierte. In dieser Version beschreibt der Rapper weitere, vorwiegend negative Auswirkungen, die Cannabiskonsum haben kann. So habe er dem Songtext zufolge beispielsweise vergessen, seine Steuern zu bezahlen („I was gonna pay the IRS“) und musste deshalb vor dem Internal Revenue Service sinnbildlich blank ziehen („They took off my underwear“). Im Intro des Songs sind außerdem Personen beim Essen von Kartoffelchips und Husten zu hören.

#### The Positive Remix (2014)
Afroman entschied sich 2014 im Zuge des aus der US-amerikanischen Bevölkerung heraus zunehmenden Drucks, Cannabiskonsum und -besitz in den gesamten Vereinigten Staaten zu legalisieren, eine weitere Version mit dem Titelzusatz „The Positive Remix“ in Zusammenarbeit mit der National Organization for the Reform of Marijuana Laws und dem Technologieunternehmen Weedmaps zu veröffentlichen. Dazu ersetzte er den Text einiger Passagen durch zeitgemäße Formulierungen, bei deren Inhalt er sich von aktuellen Ereignissen inspirieren ließ. Im Gegensatz zur Originalversion beschreibt Afroman hier ausschließlich positive Aspekte des Marihuanakonsums. So wird beispielsweise erwähnt, dass sich die Symptome seiner Glaukom-Erkrankung durch den Gebrauch des Rauschmittels wesentlich lindern ließen und er seltener unter Panikattacken leidet. Außerdem wurde das Instrumental um eine zusätzliche Gitarrenspur ergänzt. Mit der Veröffentlichung der Neufassung zielte er ausdrücklich darauf ab, die landesweiten Bemühungen rund um die Legalisierung zu unterstützen.
| “I was gonna clean my room until I got high. I was gonna get up and find the broom, but then I got high. My room is still messed up and I know why: Because I got high, because I got high, because I got high.”                                                                               | “I had problems with glaucoma, but then I got high. Smelled the cannabis aroma and I got high. Glaucoma’s getting better and I know why: Because I got high, because I got high, because I got high.”                                             |
| „Ich wollte mein Zimmer aufräumen, bis ich high wurde. Ich war dabei, aufzustehen und den Besen zu suchen, doch dann wurde ich high. Mein Zimmer ist immer noch unaufgeräumt und ich weiß wieso: Weil ich high wurde, weil ich high wurde, weil ich high wurde.“ – Verse 1–4 (Originalversion) | „Ich hatte Probleme mit einem Glaukom, doch dann wurde ich high. Roch das Cannabis-Aroma und wurde high. Das Glaukom wird besser und ich weiß wieso: Weil ich high wurde, weil ich high wurde, weil ich high wurde.“ – Verse 1–4 (Positive Remix) |

Der Titel erschien am 15. Oktober 2014 als Bonustrack auf der EP One Hit Wonder über das kanadische Label Fontana North. An die Verkaufszahlen und Erfolge der Ursprungsversion konnte der Künstler damit nicht anknüpfen.

## Kommerzieller Erfolg

### Chartplatzierungen
Because I Got High erreichte in Österreich, Deutschland und dem Vereinigten Königreich den ersten Platz der Singlecharts. Auch in den Ländern Australien, Belgien, Dänemark, Irland, Neuseeland und Norwegen wurde es zu einem Nummer-eins-Hit. In den Vereinigten Staaten belegte es den 13. Platz, in der Schweiz den zweiten. Es erreichte außerdem die finnischen, französischen, italienischen, niederländischen, portugiesischen und schwedischen Top Ten. Mit über 500.000 verkauften Einheiten befand sich das 2002 mit einer Platin-Schallplatte ausgezeichnete Lied zum Verleihungszeitpunkt in Deutschland auf Rang 7 der meistverkauften Rapsongs aller Zeiten.
| ChartsChartplatzierungen       | Höchstplatzierung | Wochen |
| ------------------------------ | ----------------- | ------ |
| Deutschland (GfK)              | 1 (17 Wo.)        | 17     |
| Österreich (Ö3)                | 1 (20 Wo.)        | 20     |
| Schweiz (IFPI)                 | 2 (37 Wo.)        | 37     |
| Vereinigte Staaten (Billboard) | 13 (10 Wo.)       | 10     |
| Vereinigtes Königreich (OCC)   | 1 (11 Wo.)        | 11     |

| ChartsJahrescharts (2001)    | Platzierung |
| ---------------------------- | ----------- |
| Deutschland (GfK)            | 26          |
| Österreich (Ö3)              | 13          |
| Schweiz (IFPI)               | 23          |
| Vereinigtes Königreich (OCC) | 10          |

| ChartsJahrescharts (2002) | Platzierung |
| ------------------------- | ----------- |
| Österreich (Ö3)           | 20          |
| Schweiz (IFPI)            | 54          |

### Auszeichnungen für Musikverkäufe
| Land/Region                  | Auszeichnungen für Musikverkäufe (Land/Region, Auszeichnung, Verkäufe) | Verkäufe  |
| ---------------------------- | ---------------------------------------------------------------------- | --------- |
| Australien (ARIA)            | 2× Platin                                                              | 140.000   |
| Belgien (BRMA)               | Platin                                                                 | 50.000    |
| Brasilien (PMB)              | Platin                                                                 | 60.000    |
| Dänemark (IFPI)              | Platin                                                                 | 20.000    |
| Deutschland (BVMI)           | Platin                                                                 | 500.000   |
| Frankreich (SNEP)            | Gold                                                                   | 250.000   |
| Neuseeland (RMNZ)            | Platin                                                                 | 10.000    |
| Norwegen (IFPI)              | 2× Platin                                                              | 20.000    |
| Österreich (IFPI)            | Platin                                                                 | 40.000    |
| Schweiz (IFPI)               | Gold                                                                   | 20.000    |
| Vereinigte Staaten (RIAA)    | Platin                                                                 | 1.000.000 |
| Vereinigtes Königreich (BPI) | Platin                                                                 | 600.000   |
| Insgesamt                    | 2× Gold · 10× Platin ·                                                 | 2.710.000 |